# Józefa Naval Girbès

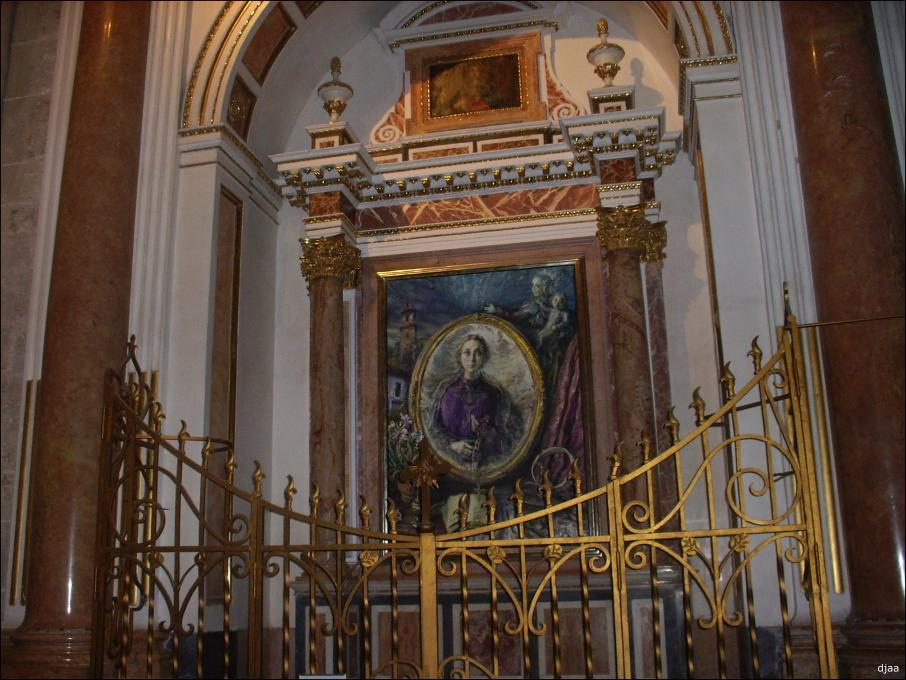
Obraz bł. Józefy w walenckiej katedrze

Józefa Naval Girbès, właśc. hiszp. Josefa Naval Girbés (ur. 11 sierpnia 1820 w Algemesi w Walencji, zm. 24 lutego 1893 tamże) – hiszpańska tercjarka karmelitańska, dziewica i błogosławiona Kościoła rzymskokatolickiego.
Miała pięcioro rodzeństwa. Na jej religijność wielki wpływ wywarła matka. Józefa Naval Girbes została siostrą Trzeciego Zakonu Najświętszej Maryi Panny z Góry Karmelu i św. Teresy (tercjarką Zakonu Karmelitów Bosych). Otworzyła szkołę we własnym domu, uczyła w niej zarówno pracy jak i modlitwy. Wstąpiła do Stowarzyszenia św. Wincentego à Paulo, które działało na rzecz ubogich.
Józefa Naval Girbes zmarła 24 lutego 1893 roku w opinii świętości. Została pochowana w habicie karmelitańskim w kościele św. Jakuba, w swojej parafii w Algemasi.
Beatyfikował ją papież Jan Paweł II w dniu 25 września 1988 roku.
Jej wspomnienie liturgiczne obchodzone jest w dzienną pamiątkę śmierci. W archidiecezji walenckiej święto obchodzone jest 6 listopada.
6 listopada 2005 roku w Santo Domingo (Dominikana) poświęcono pierwszą parafię pod wezwaniem błogosławionej.